# Afroapoderus rufoapicalis
Afroapoderus rufoapicalis is een keversoort uit de familie bladrolkevers (Attelabidae). De wetenschappelijke naam van de soort werd in 1923 gepubliceerd door Hustache.